# SBIいきいき少額短期保険
SBIいきいき少額短期保険株式会社（SBIいきいきしょうがくたんきほけん）は、日本の少額短期保険業者である。

## 概要
SBIいきいき少額短期保険は、雑誌「ハルメク（旧・いきいき）」の読者同士が助け合う仕組みとして、50代以上に必要な保障を揃えた医療共済から始まった。 
現在は、SBIホールディングスのグループ会社として、インターネットなどを活用し、死亡保険、医療保険、ペット保険を提供している。

## 沿革
- 2002年（平成14年）
  - 7月 - 共済会「いきいき世代の会」設立。
  - 10月 - 医療共済「いきいき世代」募集開始。
- 2005年（平成17年）4月 - 医療共済「いきいき世代」の加入者が10,000人を突破。
- 2006年（平成18年）
  - 4月 - 特定保険業者届出実施。
  - 10月 - 医療共済「いきいき世代」の加入者が20,000人を突破。
- 2007年（平成19年）
  - 7月 - 準備会社いきいき世代の会プランニング株式会社を設立。
  - 8月 - いきいき世代株式会社へ商号変更。
  - 11月 - 少額短期保険業者として関東財務局への登録を完了。
- 2008年（平成20年）2月 - 医療保険「新いきいき世代」を発売。
- 2009年（平成21年）12月 - 死亡保険「あんしん世代」を発売。
- 2012年（平成24年）3月 - 保有契約件数が30,000件を突破。
- 2013年（平成25年）3月 - SBI少短保険ホールディングス株式会社が全株式を取得し、SBIグループ傘下となる。
- 2014年（平成26年）
  - 1月 - 引受基準緩和型医療保険「新いきいき世代【緩和型】」を発売。
  - 6月 - SBIいきいき少額短期保険株式会社へ商号変更。
  - 10月 - 引受基準緩和型死亡保険「あんしん世代【緩和型】」を発売。
- 2015年（平成27年）5月 - 保有契約件数が40,000件を突破。
- 2016年（平成28年）
  - 2月 - 新医療保険「SBIいきいき少短の医療保険」の発売。
  - 7月 - 保有契約件数が50,000件を突破。
- 2017年（平成29年）
  - 7月 - 保有契約件数が60,000件を突破。
  - 9月 - ペット保険「SBIいきいき少短のペット保険」を発売。
- 2020年（令和2年）- Jリーグ・大分トリニータとユニフォーム背中裾スポンサー契約を締結[1]。

## 取扱商品
- SBIいきいき少短の死亡保険 - 死亡保険
- SBIいきいき少短の医療保険 - 新医療保険
- 新いきいき世代【緩和型】- 引受基準緩和型医療保険
- あんしん世代【緩和型】- 引受基準緩和型死亡保険
- SBIいきいき少短のペット保険 - ペット保険